# Johann Briesmann

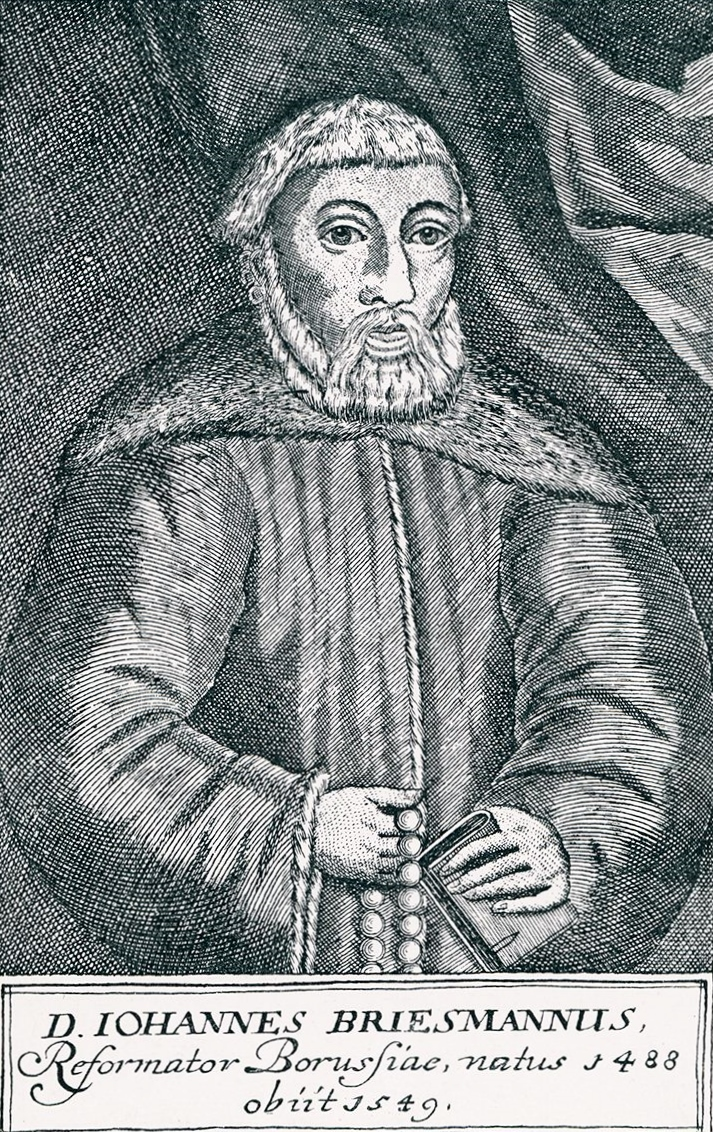
Johann Briesmann

Johann Briesmann (auch Brießmann, Brismann, Prysmann, sorbisch Jan Brězan; * 31. Dezember 1488 in Cottbus; † 1. Oktober 1549 in Königsberg) war ein deutsch-sorbischer evangelischer Theologe des 16. Jahrhunderts und Reformator.

## Leben und Wirken
Johann Briesmann entstammte einer angesehenen Familie, sein Großvater war zweiter Bürgermeister in seiner Geburtsstadt Cottbus. Er trat um 1510 in die Sächsische Provinz des Franziskanerordens ein. 1518 immatrikulierte er sich unter dem Rektorat Konrad Wimpinas an der Universität Frankfurt an der Oder. Im Januar 1520 wechselte er an die Universität Wittenberg, wo er unter dem Einfluss Martin Luthers im Oktober 1521 zum Lizentiaten der Theologie und am 1. Februar 1522 zum Doktor der Theologie promoviert wurde und damit am 2. Februar 1522 einen Sitz in der Theologischen Fakultät der Universität erhielt.
Im Rahmen der Wittenberger Bewegung wurden die Franziskaner durch den Rat der Stadt aus Wittenberg ausgewiesen. Daher kehrte Briesmann ins Kloster in Cottbus zurück, hatte aber mit seinen Ordensbrüdern schwere Auseinandersetzungen wegen der Mönchsgelübde auszustehen. Seinen Standpunkt legte er in dem Sendschreiben „Unterricht und Ermahnung“ dar, das er in Wittenberg drucken ließ. Ende 1522 kehrte er auf Vermittlung Georg Spalatins und auf Intervention Luthers nach Wittenberg zurück.
Wieder war es Luther, der Briesmann 1523 dem Hochmeister des Deutschen Ordens Albrecht I. von Brandenburg-Ansbach als Prediger am Dom in Königsberg empfahl. Mit dem Einverständnis Georg von Polenz’ begann er Ende Juni seine Reise in das preußische Königsberg und hielt am 27. September 1523 seine erste Predigt im reformatorischen Sinne und erlangte das volle Vertrauen von Polentz, der in der Folge sein nächster Mitarbeiter wurde.
Seine Predigten waren geistvoll, ernst und auf das Wesen des Evangeliums: die Rechtfertigung des Sünders vor Gott, gerichtet. Damit andere Prediger eine Anleitung für die reformatorischen Grundlagen erhielten, stellte er 110 Thesen, die „Flosculi de homine interiore et exteriore, fide et operibus“, auf, die entscheidend zum Durchbruch der Reformation in Preußen beitrugen, in der Anlehnung an Luthers Traktat von der Freiheit eines Christenmenschen. Verstärkt wurde die durch ihn initiierte Bewegung, als Paul Speratus 1524 als Schlossprediger nach Königsberg und Johann Poliander 1525 an die Altstädtische Kirche St. Nikolaus in Königsberg berufen wurde.
Als Albrecht am 8. April 1525 in Krakau den Huldigungseid ablegte, wurde Preußen evangelisch. Nun fiel Briesmann die Arbeit zu, eine neue Kirchenordnung aufzustellen. Er ließ zahlreiche Predigten als Traktate drucken und wirkte auch dadurch stark auf die Gemeinden ein. Er hatte am 12. Juni 1525 Elisabeth Sackheim geheiratet, die ehemalige Äbtissin des Marienklosters in Löbenicht bei Königsberg. Als er die Ehe einging, war er der erste verheiratete Prediger in Preußen.
Aufgrund seines vielfältigen Engagements und seiner Stellung als Vertrauter des Herzogs Albrecht wurde er Mitglied in dessen Regierungskollegium. Als Ratgeber half er dem Herzog gemeinsam mit Andreas Knopke, 1527 die Reformation in Riga und Livland durchzusetzen. Dazu reiste er im Oktober 1527 mit seiner Familie nach Riga und verfasste hier seine Schrift von der „Kurzen Ordnung des Kirchendienstes samt einer Vorrede von Ceremonien“, in der er sich teilweise wörtlich an die „Königsberger Ordnung“ anschloss. Der grundsätzliche Teil war in Hochdeutsch, die Ausführungsbestimmungen waren in Niederdeutsch geschrieben. Der Rigenser Stadtrat berief ihn zum Domprediger und in eine einem Superintendenten gleichkommende Stellung.
Nachdem er vier Jahre lang in Livland gewirkt hatte, kehrte er 1531 als Pfarrer an den Dom zu Königsberg zurück. Gemeinsam mit Speratus und Poliander führte er zunächst einen erbitterten Kampf gegen die Schwarmgeisterei des Kaspar Schwenckfeld. Sein Wirken wurde auch in anderen deutschen Städten anerkannt. So wollte ihn die Universität Rostock zum Professor und Superintendenten berufen. Jedoch lehnte er diese Berufung ab, widmete der Fakultät aber zum Dank zwei Predigten zum 4. Kapitel des 1. Buchs Mose. Stattdessen war er an der Ordnung und Festigung des evangelischen Gottesdienstes in seiner Gemeinde interessiert.
Als 1544 eine neue Kirchenordnung nötig wurde, arbeitete er diese als „Ordnung vom äußerlichen Gottesdienst und Artikel der Zeremonien, wie es in den Kirchen des Herzogtums zu Preußen gehalten wird“ aus. Sie stellt im Wesentlichen den Abschluss der Reformation in Preußen dar. Als die Universität Königsberg gegründet wurde, war Briesmann einer der maßgeblichen Beteiligten. Er übernahm die Geschäftsführung, erstellte Gutachten und setzte seine Anweisungen auch durch. Deshalb wurde er 1546 zum Präsidenten und Superintendenten des samländischen Bistums erhoben.
Jedoch erkrankte Briesmann. Da er die an ihn gestellten Anforderungen nicht mehr erfüllen konnte, legte er sein Amt nieder. Im März 1549 kam es zum Osiandrischen Streit, bei dem sich Briesmann entschieden gegen Osiander wandte. Da es bei diesem Streit um Grundartikel des christlichen Glaubens ging, wünschte er eine Entscheidung im Lande, ohne dass Gutachten von auswärts eingeholt wurden. Mit diesem Protest endet seine öffentliche Wirksamkeit. Er fiel der Pest zum Opfer und wurde im Chor des Königsberger Doms begraben.

## Schriften
- Flosculi de homine interiore et exteriore de fide et operibus, 1523
- Ein Sermon von dreierlei heilsamer Beichte für die einfältigen Laien, 1524
- Etliche Trostsprüche für die furchtsamen und schwachen Gewissen, 1525
- Annotationes in apocalypsin, 1527